# Parafia św. Wita, Modesta i Krescencji w Pietrowicach Wielkich
Parafia Świętego Wita, Modesta i Krescencji w Pietrowicach Wielkich jest rzymskokatolicką parafią dekanatu Pietrowice Wielkie diecezji opolskiej. Mieści się przy ulicy 1 Maja. Prowadzą ją księża diecezjalni.

## Historia
Powstała w 1267. Należała pierwotnie do diecezji ołomunieckiej. Po wojnach śląskich znalazła się w granicach Prus i na terenie tzw. dystryktu kietrzańskiego (dekanat Hlučín). W 1863 liczyła 1839 katolików i 6 niekatolików morawskojęzycznych (zobacz Morawcy). Od końca II wojny światowej w granicach Polski. W 1972 powstała diecezja opolska, co zakończyło okres formalnej przynależności do archidiecezji ołomunieckiej.